# Tim McGraw

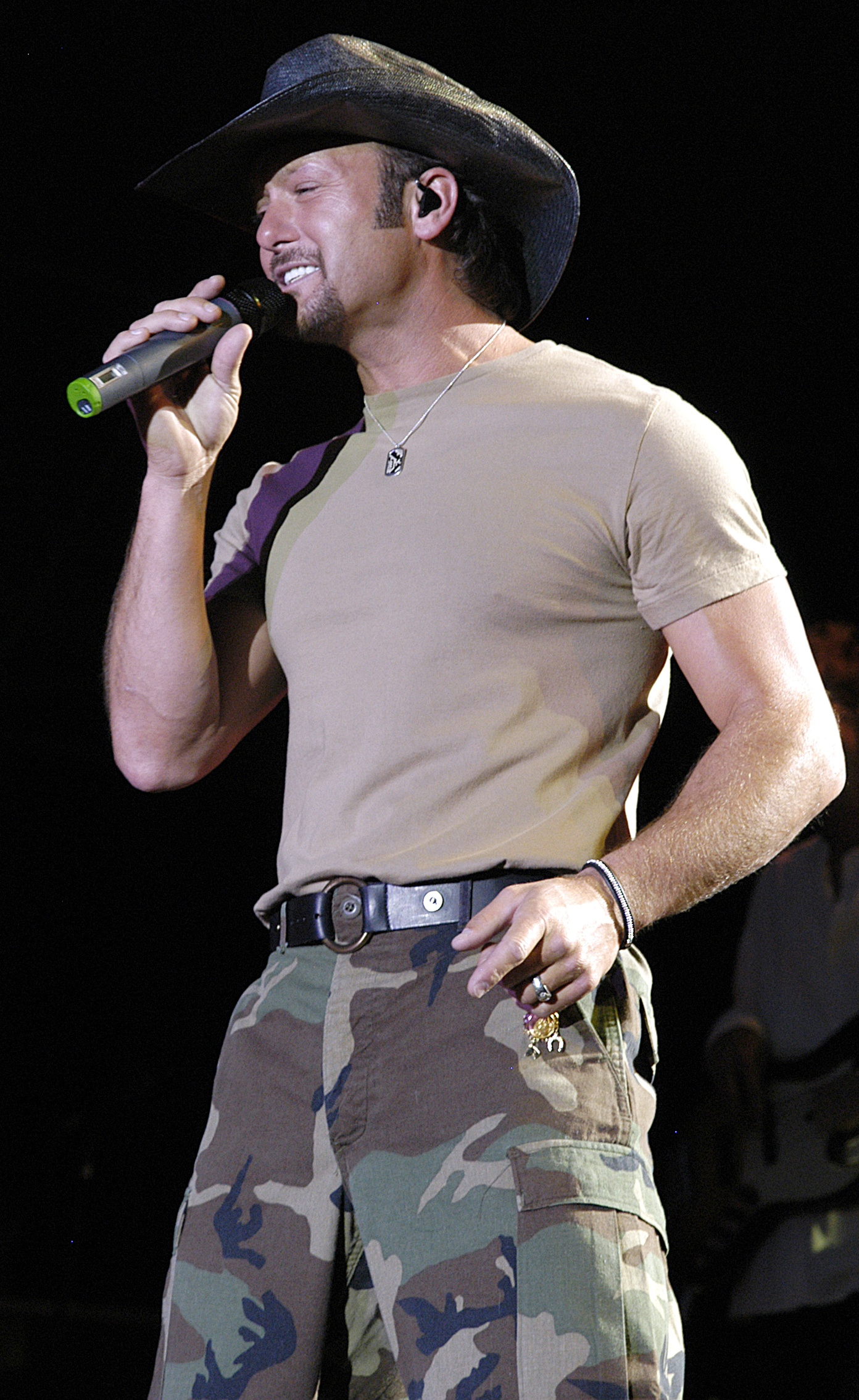
Tim McGraw bei einem US-Air-Force-Konzert

Samuel Timothy „Tim“ McGraw (* 1. Mai 1967 in Delhi, Louisiana) ist ein US-amerikanischer Country-Sänger und Schauspieler. Mit 37,5 Millionen verkauften Alben alleine in den USA ist er nach Garth Brooks, George Strait und Alan Jackson einer der erfolgreichsten Country-Sänger.
Zu seinen bekanntesten Songs zählen Indian Outlaw, Don’t Take the Girl, I Like It, I Love It und Live Like You Were Dying. McGraw erreichte mit 13 Studioalben und 26 Singles Platz eins der US-Country-Charts, vier seiner Alben belegten ebenfalls Platz eins der US-Pop-Charts. Er wurde mit drei Grammys, 14 ACM-Awards, elf CMA-Awards, zehn American Music Awards und drei People’s Choice Awards ausgezeichnet. (Stand: 2020)

## Karriere
Tim McGraw ist der Sohn des bekannten Baseball-Spielers Tug McGraw. Er wuchs in Start, Louisiana auf und interessierte sich gleichermaßen für Musik und Sport. Nach seiner Schulzeit begann er an der Northeast Louisiana University ein Jurastudium. Doch sein Leben wurde zunehmend von der Country-Musik bestimmt. Ab 1987 trat er regelmäßig in Clubs auf. 1989 brach er das Studium ab und zog nach Nashville.
Zwei Jahre später unterschrieb er bei Curb Records einen Plattenvertrag. Seine erste Single Welcome to the Club erreichte 1993 einen mittleren Platz in den Country-Charts. Sein Debüt-Album Tim McGraw erschien 1993. Der Durchbruch kam ein Jahr später mit dem zweiten Album Not a Moment to Soon. Die Single-Auskopplung Indian Outlaw löste Kontroversen aus und wurde von einigen Radiosendern boykottiert, konnte sich aber in den vorderen Bereich der Hitparade platzieren. Die zweite Single aus diesem Album Don’t Take the Girl wurde zu seinem ersten Nummer-1-Hit und platzierte sich auch in den Top 20 der Pophitparade. Das Album wurde über drei Millionen Mal verkauft und mit dreifachem Platin ausgezeichnet.
Die nächste CD All I Want schaffte 1995 wieder Platz eins der Country-Album-Charts und brachte die Nr.-1-Single I Like It, I Love It hervor. Auf der Promotiontour für dieses Album trat im Vorprogramm die Sängerin Faith Hill auf, die sich in der Szene bereits einen Namen gemacht hatte und ein erfolgreiches Album sowie einen Nummer-1-Hit vorweisen konnte. Ein Jahr später heirateten Hill und McGraw.
1997 erschien das Album Everywhere, aus dem fünf Nummer-1-Singles ausgekoppelt wurden, darunter Just to See You Smile und im Duett mit Faith Hill It’s Your Love Auch mit seinen nächsten Produktionen konnte McGraw an die bisherigen Erfolge anknüpfen. 2001 erhielt er für sein Duett mit Hill Let’s Make Love einen Grammy und hatte einen Nr.-1-Hit mit Kollegin Jo Dee Messina Bring on the Rain.
Die Produktion des 2002 erschienenen Albums Tim McGraw and the Dance Hall Doctors wurde in dem gleichnamigen Buch dokumentiert. Im Studio setzte er nicht, wie sonst in Nashville üblich, Session-Musiker ein, sondern griff auf seine Tournee-Band, die Dance Hall Doctors zurück.
Seit 2003 ist Tim McGraw Ehrenvorsitzender der neugegründeten und nach seinem Vater benannten Tug-McGraw-Stiftung, die sich der Erforschung von Gehirntumoren widmet.

## Diskografie
Studioalben

| Jahr | Titel Musiklabel                                              | Höchstplatzierung, Gesamtwochen, AuszeichnungChartplatzierungen (Jahr, Titel, Musiklabel, Platzierungen, Wochen, Auszeichnungen, Anmerkungen) | Höchstplatzierung, Gesamtwochen, AuszeichnungChartplatzierungen (Jahr, Titel, Musiklabel, Platzierungen, Wochen, Auszeichnungen, Anmerkungen) | Höchstplatzierung, Gesamtwochen, AuszeichnungChartplatzierungen (Jahr, Titel, Musiklabel, Platzierungen, Wochen, Auszeichnungen, Anmerkungen) | Höchstplatzierung, Gesamtwochen, AuszeichnungChartplatzierungen (Jahr, Titel, Musiklabel, Platzierungen, Wochen, Auszeichnungen, Anmerkungen) | Höchstplatzierung, Gesamtwochen, AuszeichnungChartplatzierungen (Jahr, Titel, Musiklabel, Platzierungen, Wochen, Auszeichnungen, Anmerkungen) | Höchstplatzierung, Gesamtwochen, AuszeichnungChartplatzierungen (Jahr, Titel, Musiklabel, Platzierungen, Wochen, Auszeichnungen, Anmerkungen) | Höchstplatzierung, Gesamtwochen, AuszeichnungChartplatzierungen (Jahr, Titel, Musiklabel, Platzierungen, Wochen, Auszeichnungen, Anmerkungen) | Anmerkungen                                            |
| Jahr | Titel Musiklabel                                              | DE | AT | CH | UK | US | Country | CA | Anmerkungen                                            |
| ---- | ------------------------------------------------------------- | --- | --- | --- | --- | --- | --- | --- | ------------------------------------------------------ |
| 1993 | Tim McGraw Curb Records (Curb)                                | — | — | — | — | — | — | — | Erstveröffentlichung: 20. April 1993                   |
| 1994 | Not a Moment Too Soon Curb Records (Curb)                     | — | — | — | — | US1 ×6Sechsfachplatin · (115 Wo.)US | Country1 (145 Wo.)Country | CA— ×2DoppelplatinCA | Erstveröffentlichung: 22. März 1994                    |
| 1995 | All I Want Curb Records (Curb)                                | — | — | — | — | US4 ×3Dreifachplatin · (71 Wo.)US | Country1 (104 Wo.)Country | CA— PlatinCA | Erstveröffentlichung: 19. September 1995               |
| 1997 | Everywhere Curb Records (Curb)                                | — | — | — | — | US2 ×5Fünffachplatin · (104 Wo.)US | Country1 (104 Wo.)Country | CA8 ×2Doppelplatin · (3 Wo.)CA | Erstveröffentlichung: 3. Juni 1997                     |
| 1999 | A Place in the Sun Curb Records (Curb)                        | — | — | — | — | US1 ×4Vierfachplatin · (86 Wo.)US | Country1 (104 Wo.)Country | CA12 Platin · (2 Wo.)CA | Erstveröffentlichung: 4. Mai 1999                      |
| 2001 | Set This Circus Down Curb Records (Curb)                      | — | — | — | — | US2 ×3Dreifachplatin · (78 Wo.)US | Country1 (104 Wo.)Country | CA14 Platin · (2 Wo.)CA | Erstveröffentlichung: 24. April 2001                   |
| 2002 | Tim McGraw and the Dancehall Doctors Curb Records (Curb)      | — | — | — | — | US2 ×3Dreifachplatin · (88 Wo.)US | Country2 (104 Wo.)Country | CA— PlatinCA | Erstveröffentlichung: 25. November 2002                |
| 2004 | Live Like You Were Dying Curb Records (Curb)                  | — | — | — | — | US1 ×4Vierfachplatin · (86 Wo.)US | Country1 (104 Wo.)Country | CA2 Platin · (3 Wo.)CA | Erstveröffentlichung: 24. August 2004                  |
| 2007 | Let It Go Curb Records (Curb)                                 | — | — | — | — | US1 Platin · (67 Wo.)US | Country1 (92 Wo.)Country | CA1 Gold · (3 Wo.)CA | Erstveröffentlichung: 27. März 2007                    |
| 2009 | Southern Voice Curb Records (Curb)                            | — | — | — | — | US2 Gold · (35 Wo.)US | Country1 (73 Wo.)Country | CA7 Gold · (3 Wo.)CA | Erstveröffentlichung: 20. Oktober 2009                 |
| 2012 | Emotional Traffic Curb Records (Curb)                         | — | — | — | — | US2 (26 Wo.)US | Country1 (57 Wo.)Country | CA5 (2 Wo.)CA | Erstveröffentlichung: 24. Januar 2012                  |
| 2013 | Two Lanes of Freedom McGraw Music / Big Machine Records (UMG) | — | — | — | UK43 (3 Wo.)UK | US2 Gold · (38 Wo.)US | Country1 (69 Wo.)Country | CA4 Gold · (3 Wo.)CA | Erstveröffentlichung: 5. Februar 2013                  |
| 2014 | Sundown Heaven Town McGraw Music / Big Machine Records (UMG)  | — | — | — | UK72 (1 Wo.)UK | US3 (43 Wo.)US | Country1 (52 Wo.)Country | CA3 (2 Wo.)CA | Erstveröffentlichung: 16. September 2014               |
| 2015 | Damn Country Music McGraw Music / Big Machine Records (UMG)   | — | — | — | — | US5 Gold · (46 Wo.)US | Country3 (69 Wo.)Country | CA11 Gold · (13 Wo.)CA | Erstveröffentlichung: 6. November 2015                 |
| 2017 | The Rest of Our Life McGraw Music / Arista Records (Sony)     | — | — | CH64 (1 Wo.)CH | UK80 (1 Wo.)UK | US2 (13 Wo.)US | Country1 (19 Wo.)Country | CA2 (4 Wo.)CA | Erstveröffentlichung: 17. November 2017 mit Faith Hill |
| 2020 | Here on Earth McGraw Music / Big Machine Records (UMG)        | — | — | CH89 (1 Wo.)CH | — | US14 (2 Wo.)US | Country1 (6 Wo.)Country | — | Erstveröffentlichung: 21. August 2020                  |
| 2023 | Standing Room Only McGraw Music / Big Machine Records (UMG)   | — | — | CH67 (1 Wo.)CH | — | US75 (1 Wo.)US | Country17 (2 Wo.)Country | — | Erstveröffentlichung: 25. August 2023                  |

## Filmografie
- 1997: The Jeff Foxworthy Show (Fernsehserie, Folge Feud for Thought)
- 2004: Black Cloud
- 2004: Friday Night Lights – Touchdown am Freitag (Friday Night Lights)
- 2006: Flicka – Freiheit. Freundschaft. Abenteuer. (Flicka)
- 2007: Operation: Kingdom (The Kingdom)
- 2008: Mein Schatz, unsere Familie und ich (Four Christmases)
- 2009: Blind Side – Die große Chance (The Blind Side)
- 2010: Dirty Girl
- 2010: Country Strong
- 2015: A World Beyond (Tomorrowland)
- 2017: Die Hütte – Ein Wochenende mit Gott (The Shack)
- 2021–2022: 1883 (Fernsehserie)